# Свен де Рен
Свен де Рен (фр. Sven de Rennes; 25 августа 1971 года, Рен — 5 ноября 2015 года) — французский художник-иллюстратор, автор гомоэротических рисунков, создатель книжных обложек. Псевдоним — отсылка к Тому оф Финланду.

## Творчество
Получив образование в университете Рен II, Свен начал работать над рисунками на темы научной фантастики.
В 2002 году он совершил каминг-аут, и в его творчестве появляются гомоэротические темы: изображения молодых мускулистых мужчин в эротических позах. В 2004 он создаёт свой первый комикс, «Поезд» (фр. Le train).
Для порностудии Bel Ami Свен создал ряд иллюстраций. Кроме эротических изображений, рисунки Свена затрагивали вопросы свободы слова, однополых браков, борьбы с ВИЧ/СПИД, и объединения Европы. Работы Свена были популярны и в Квебеке.
Свен скончался от инфаркта в ноябре 2015 года.

## Выставки
- 2004 — Рен, бар «Bla Bar»[5]
- 2004 — Париж, книжный магазин «Blue Book Paris»[5]
- 2006 — Париж, книжный магазин «Les mots à la bouche»[6]
- 2015 — Ле-Ман[7]

## Память
Свену посвящены несколько томов собрания сочинений Алана Мейера: «Лоик» и «Эрик».